# The Royal Family of Broadway
The Royal Family of Broadway es una película estadounidense dirigida por George Cukor y Cyril Gardner.

## Argumento
Esta comedia romántica compara la vida de una familia convencional en comparación con el extavagante modo de vida de una familia de actores de teatro.

## Comentarios
El guion de Herman J. Mankiewicz y Gertrude Purcell es una adaptación de la obra de Broadway The Royal Family de Edna Ferber y George S. Kaufman.

## Premios
- Fredric March fue nominado por su papel al Oscar al mejor actor.

- Datos: Q1790093